# Edwin Lowe
Edwin S. Lowe (1911 – 23 de fevereiro de 1986) foi um empresário de jogos, vendedor e fabricante de brinquedos, que ficou conhecido por recriar e popularizar o jogo do Bingo. Edwin nasceu na Polónia e estudou na Palestina, para posteriormente mudar-se permanentemente para os Estados Unidos da América, aos dezoito anos de idade . 
Enquanto negociante de brinquedos, Lowe deslocava-se pelo país frequentemente. Foi assim que, em dezembro de 1929, numa viagem a Jacksonville, Geórgia, Edwin S. Lowe encontrou um grupo de indivíduos jogando um jogo popular chamado “Beano”.
O “Beano” compõe-se de uma série de discos numerados, e de cartões onde são inscritos esses números. Quando os discos são retirados de um saco um a um e chamados, os jogadores deverão procurar o número no seu cartão. O primeiro a preencher uma linha horizontal, vertical ou diagonal deve anunciar em voz alta “Beano!”, para ganhar a partida.
Crê-se que o “Beano” deriva dos jogos de Loto europeus, cuja origem remonta à Itália de 1530, data da unificação desse país, onde se começou a organizar em intervalos regulares o “Giuocco del Lotto d´Italia”.
Após a sua experiência em Jacksonville, Lowe recriou o jogo a que tinha assistido, convidando alguns amigos para experimentarem o “Beano”. Uma das participantes ficou tão contente por ganhar, que em vez de gritar “Beano!”, anunciou “Bingo!” 
O jogo revelou-se tão popular entre os seus amigos e conhecidos, que Lowe começou a imprimir cartões, que posteriormente comercializou, com o nome “Bingo”.
A companhia de brinquedos de Lowe foi vendida pela quantia de 26 milhões de dólares em 1973 a Milton Bradley.
Com 75 anos, Edwin S. Lowe morreu na sua residência em Manhattan.